# Eugenio Mayer
Eugenio Mayer (* 29. Dezember 1939 in Zoldo Alto; † 19. September 2015 in Belluno) war ein italienischer Skilangläufer.
Mayer, der für den G.S. Fiamme Oro startete, wurde im Jahr 1962 italienischer Meister mit der Staffel und kam bei den Nordischen Skiweltmeisterschaften 1962 in Zakopane auf den 21. Platz über 30 km. Bei seiner einzigen Teilnahme an Olympischen Winterspielen im Februar 1964 in Innsbruck belegte er den 18. Platz über 50 km. Nach den Spielen beendete er seine Karriere und zog nach Deutschland, wo er als Eiscremehersteller arbeitete.